# Heinz Fehling
Heinz Fehling (* 5. November 1912 in Scheeßel; † 20. Januar 1989 in Baden-Baden) war ein deutscher Werbe-Grafiker.

## Leben
Fehling war der Sohn des Schneiders Heinrich Fehling (1875–1934) und seiner Ehefrau Dorette, geb. Hoyer (1881–1963). Er absolvierte die Volksschule in Scheeßel, dann die Oberrealschule und besuchte von 1928 bis 1931 die staatliche Kunstgewerbeschule in Bremen. Er wurde von Willy Menz ausgebildet. Er gründete 1931 in Bremen mit Hans Günther Oesterreich die Firma uniwerbung. Oesterreich flüchtete 1933 nach der Machtübernahme des NS-Regimes nach Paris.

### Im Nationalsozialismus
Fehling arbeitete vor allem als Hausgraphiker für die Betriebe von Emil Fritz (u. a. Astoria (Bremen)). Von 1936 bis 1940 machte er sich einen Namen in Bremen, unter anderem durch Aufträge für den Automobilhersteller Borgward, die Brauereien Hemelinger und Haake-Beck, die Atlas-Werke, den Norddeutschen Lloyd und den Flugzeugbauer Focke-Wulf. Durch diese Kontakte wurde er bis 1942 als unabkömmlich für den Kriegsdienst gestellt; danach zeichnete er bei der Wehrmacht Propagandaplakate. Ab 1943 war er in der Propaganda-Abteilung Südstern der SS-Standarte Kurt Eggers tätig. Dort lernte er Hans Weidemann und den späteren Schöpfer des Magazin Der Stern Henri Nannen kennen. In der Nähe von Bologna erstellte die Einheit Flugblätter für amerikanische Soldaten, die durch Appelle an antisemitische und rassistische Stereotype ihre Kampfmoral zersetzen sollten. So zeichnete Fehling beispielsweise ein Flugblatt, auf dem ein protziges Auto zu sehen ist, mit einem ebenso dicken Zigarrenraucher als Fahrer und einer Blondine auf dem Rücksitz. An der Seitentür wird unübersehbar ein Davidstern präsentiert. Dazu sieht man im Hintergrund wie ein Jeep verwundete US-Soldaten vom Schlachtfeld sammelt. Der Text dazu lautet: „Rich man’s war – poor man’s fight“. Fehlings Biograf, der Kunsthistoriker Bernd Küster, schreibt, Fehling habe nach dem Krieg von seiner Kriegszeit in Italien „ein wenig geschwärmt, so als sei der Aufenthalt dort eine Art Sommerfrische gewesen“.

### Nach 1945
Nach dem Zweiten Weltkrieg hatte Fehling sein Atelier verloren. Zunächst bestritt er seinen Lebensunterhalt mit Zeichnungen im Casino der US-Armee und mit Pin-Up-Arbeiten. Bis 1950 baute er mit Plakaten für Unterhaltungsveranstaltungen (Revue, Kino, Radio Bremen) sowie Zeitungs- und Parteienwerbung seine Existenz wieder auf.
Durch seine Kriegskontakte zu Nannen und Weidemann orientierte er sich zunehmend nach Hamburg. Seit 1949 war er Redaktionsmitglied im Magazin Gondel und erstellte bis 1953 die Titelseiten. Für die von Weidemann organisierten Wahlen zur Miss Germany fertigte er die Plakate für Veranstalter und Organisatoren (Magazin Gondel und Strumpf-Hersteller Opal). Durch die Kontakte zu Nannen wurden seine Arbeiten im Stern vorgestellt. So waren seine Arbeiten 1949 im Stern zu sehen, was, wie er seiner Mutter mitteilte, ihm gleich einen weiteren Auftrag bescherte. Der Verlag Henri Nannen publizierte zudem in der Reihe "Die bunten Hefte" ganze Ausgaben, die Fehling illustrierte.
1950 bekam Fehling einen Auftrag vom Brauer-Bund, weitere Arbeiten wurden für Borgwards Goliath GP 700 und Isabella angefertigt, für das Nordsee-Heilbad Cuxhaven und für Bremens Astoria von Emil Fritz.
1952 schuf Fehling seine bekannten Plakate für das Motoröl Veedol. Seine wahrscheinlich bekannteste Schöpfung ist die „Veedol-Frau“ von 1952, die in ihrer endgültigen Version als Maskottchen an kaum einem Lkw der folgenden Jahre fehlte. Es war eine Eisschnellläuferin, die die Leichtlaufeigenschaften der Veedol-Öle symbolisieren sollte. Anfangs trug sie eine Pudelmütze, Handschuhe und Rollkragenpullover. Im Laufe der Zeit wurde die Kleidung leichter und die Erscheinung der Sportlerin erotischer. Den Markennamen „Veedol“, der ursprünglich auf dem Pullover stand, trug sie nun auf einer weißen Schärpe, die einer Wettbewerbsauszeichnung ähnelte. Es wird angenommen, dass Vera Marks, Miss Germany des Jahres 1951, für die Veedol-Frau Modell stand.
1953 erhielt Fehling einen weiteren Auftrag von Sinalco. Etliche seiner Arbeiten werden in Museen aufbewahrt, unter anderem im deutschen historischen Museum in Berlin.
1960 saß Fehling in der Jury zur Wahl der Miss Germany. 1974 stellte er seine Werke Museen sowie seinem Heimatort Scheeßel zur Verfügung.
Fehling zeichnete, solange seine fortschreitende Multiple Sklerose es zuließ.  Er versuchte eine Behandlung in einem Karlsruher Krankenhaus und wohnte zuletzt mit seiner Lebensgefährtin Dorothea Wedekind in Baden-Baden.
Heinz Fehling starb am 20. Januar 1989 in Baden-Baden. Er ist in Scheeßel bestattet.